# Tegula mariana
Tegula mariana är en snäckart som beskrevs av Dall 1919. Tegula mariana ingår i släktet Tegula och familjen pärlemorsnäckor. Inga underarter finns listade i Catalogue of Life.